# Életfogytig zsaru
Az Életfogytig zsaru (eredeti cím: Life) Los Angelesben 2007 és 2009 között játszódó amerikai bűnügyi televíziós sorozat.
Alapötlete Rand Ravich rendezőtől származik, akit a film készítésében az Universal Media Studios producerei, Far Shariat, David Semel és Daniel Sackheim támogattak. Semel rendezte a sorozat pilotját.
2007. szeptember 26-án mutatták be az Életfogytig zsaru első epizódját az NBC-n. A sorozat szerda esténként futott az amerikai csatornán HD (1080i) formátumban. Magyarországon először a TV2 tűzte műsorára 2008. június 9-én, az epizódok hétfő esténként kerültek adásba.
Az Amerikai Forgatókönyvírók Szakszervezete által meghirdetett sztrájk miatt a sorozatból 2007–ben az eredetileg tervezett 22 rész helyett csupán 11 készült el. Ez a 11 epizód alkotja az első évadot. Az NBC 2008. február 13-án bejelentette, hogy lesz második évad is. Ez 2008. szeptember 29-étől futott az USA-ban.
2009. május 4-én az NBC bejelentette, hogy a sorozat harmadik évada már nem fog elkészülni.
Damian Lewis brit színész játssza a sorozatban a főszereplő Charlie Crews-t, egy olyan nyomozót, aki 12 évet ült börtönben egy olyan bűntettért, amelyet nem követett el.

## Stáb
Rand Ravich rendező találta ki a sorozat alapötletét, aki Far Shariat, David Semel és Daniel Sackheim oldalán a produceri feladatokat is vállalta a Universal Media Studios számára. Rafael Alvarez a show fő író-producere. Mellette 6 további író-producer vett részt az első évad anyagának a megírásában.

## Szereplők
| Szereplő                                         | Évad | Színész        | Magyar hang    |
| ------------------------------------------------ | ---- | -------------- | -------------- |
| Charlie Crews nyomozó                            | 1–2  | Damian Lewis   | Széles Tamás   |
| Dani Reese nyomozó, Charlie társa                | 1–2  | Sarah Shahi    | Pikali Gerda   |
| Ted Earley Charlie barátja, pénzügyi tanácsadója | 1–2  | Adam Arkin     | Csuja Imre     |
| Constance Griffiths Charlie ügyvédje             | 1–2  | Brooke Langton | Náray Erika    |
| Karen Davis hadnagy                              | 1–2  | Robin Weigert  | Orosz Helga    |
| Bobby Starks nyomozó, Charlie korábbi társa      | 1–2  | Brent Sexton   | Besenczi Árpád |

## Első évad
Az Életfogytig zsaru Charlie Crews nyomozó története, aki 2007-ben szabadult a Pelican Bay Állami Börtönből, miután életfogytiglani büntetéséből letöltött 12 évet. 1995-ben ugyanis tévesen ítélték  el őt három rendbeli emberölésért (társa és annak családja meggyilkolásáért). Védőügyvédje, Constance Griffiths volt az, aki végül minden kétséget kizáróan be tudta bizonyítani az ítélet alaptalanságát. Mivel Charlie 12 évig börtönben ült, elvesztette az állását, a feleségét, a barátait, szinte minden kapcsolatát a külvilággal. Ugyanakkor a börtönévek miatt személyisége új vonásokat vett fel: elsajátította a Zen-tanításokat és frissgyümölcs-mániája lett. Olyan emberként, akit egyszer már életfogytiglani börtönre ítéltek, nem egyszerűen megbecsüli, hanem rajongásig szereti az életet. Mulatságosan tájékozatlan persze mindabban, ami trendi, különösen a mindennapi technikai újdonságok tekintetében. Kiszabadulván titokban megszállottan keresni kezdi azt a gyilkost, aki helyett életfogytiglanra ítélték, illetve a kulcsát annak az összeesküvésnek, amely ártatlanul a börtönbe juttatta. Ez magyarázza, hogy noha az államtól jelentős pénzbeli kárpótlást (50 millió $-t) kap a téves ítéletért, mégis Los Angeles-ben telepszik le, s dolgozni kezd nyomozóként az ottani rendőrségen. Munkatársai nincsenek elragadtatva a kétes múltúnak számító, milliomos, különc nyomozótól. Ezzel függ össze, hogy éppen Dani Reese-t rendelik mellé partnernek. Mivel a nyomozónő, amikor ügynökként dolgozott, egy időre alkoholista és drogos lett, őt sem igen kedvelik a főnökei. A páros azonban kezdettől rendkívül hatékony a különböző gyilkossági ügyek felderítésében…

### Az első évad epizódjai
1. Merit Badge - Bevezető rész
2. Tear Asunder - Kettétépve
3. Let Her Go - Engedd el!
4. What They Saw - Sok szem többet lát
5. The Fallen Woman - A bukott nő
6. Powerless - Tehetetlenül
7. Civil War - Polgárháború
8. Farthingale - Érdemérem
9. Serious Control Issues - Akarnokság
10. Dig a Hole - Áss egy gödröt!
11. Fill It Up - És temesd be!

### Az első évad nézettségi mutatói
Az AGB Nielsen Médiakutató felmérése szerint a TV2 Krimihétfő című programjában futó Életfogytig zsaru 2008. június 9-i első epizódja a 18-49 éves korosztályból 486 034 tévénézőt vonzott, az említett korosztályból a tévézők 24,4%-a választotta. A Brandtrend Kommunikáció augusztus 1-jei közlése szerint az Életfogytig zsaru a felnőtt magyar nők körében népszerűbb lett, mint a konkurens műsorok. Az előző hétre vonatkozó mutatói a 18 és 59 év közötti lakosság körében: AMR (nézettség, egy műsor közönségének egy átlagos percre jutó száma): 351.891; SHR (közönségarány vagy részesedés, vagyis hogy az éppen tévézők hány százaléka látta): 24,9%.

### Az első évad DVD-n
Az USA-ban 2008. szeptember 2-án jelent meg a boltokban a teljes első évad DVD formában.